# Муконин, Николай Фёдорович
Никола́й Фёдорович Муко́нин (13 мая 1931, Михайловка 2-я, Центрально-Чернозёмная область — 24 декабря 2014, Воронеж) — старший мастер Воронежского механического завода.

## Биография
Родился 13 мая 1931 года в селе 2-я Михайловка Панинского района (ныне — Воронежской области).
В 1950—1951 работал заведующим расчётным столом бухгалтерии совхоза в селе Чернорудка. В 1951—1954 годах проходил службу в армии.
С 1954 года работал фрезеровщиком, старшим мастером на Воронежском механическом заводе. Участвовал в выпуске жидкостно-ракетных двигателей для космических и баллистических ракет. Член КПСС с 1959 года. Был делегатом XXIV съезда КПСС и членом Воронежского обкома КПСС.
За выдающиеся заслуги в выполнении заданий пятилетнего плана 1966—1970 годов Муконину Николаю Фёдоровичу Указом Президиума Верховного Совета СССР от 26 апреля 1971 года присвоено звание Героя Социалистического Труда с вручением ордена Ленина и золотой медали «Серп и Молот».
В 1973 году окончил Воронежский вечерний механический техникум. До 2006 года работал старшим мастером на Воронежском механическом заводе.
Награждён орденом Ленина, медалями.
Умер 24 декабря 2014 года.